# Chuej-čou (region)

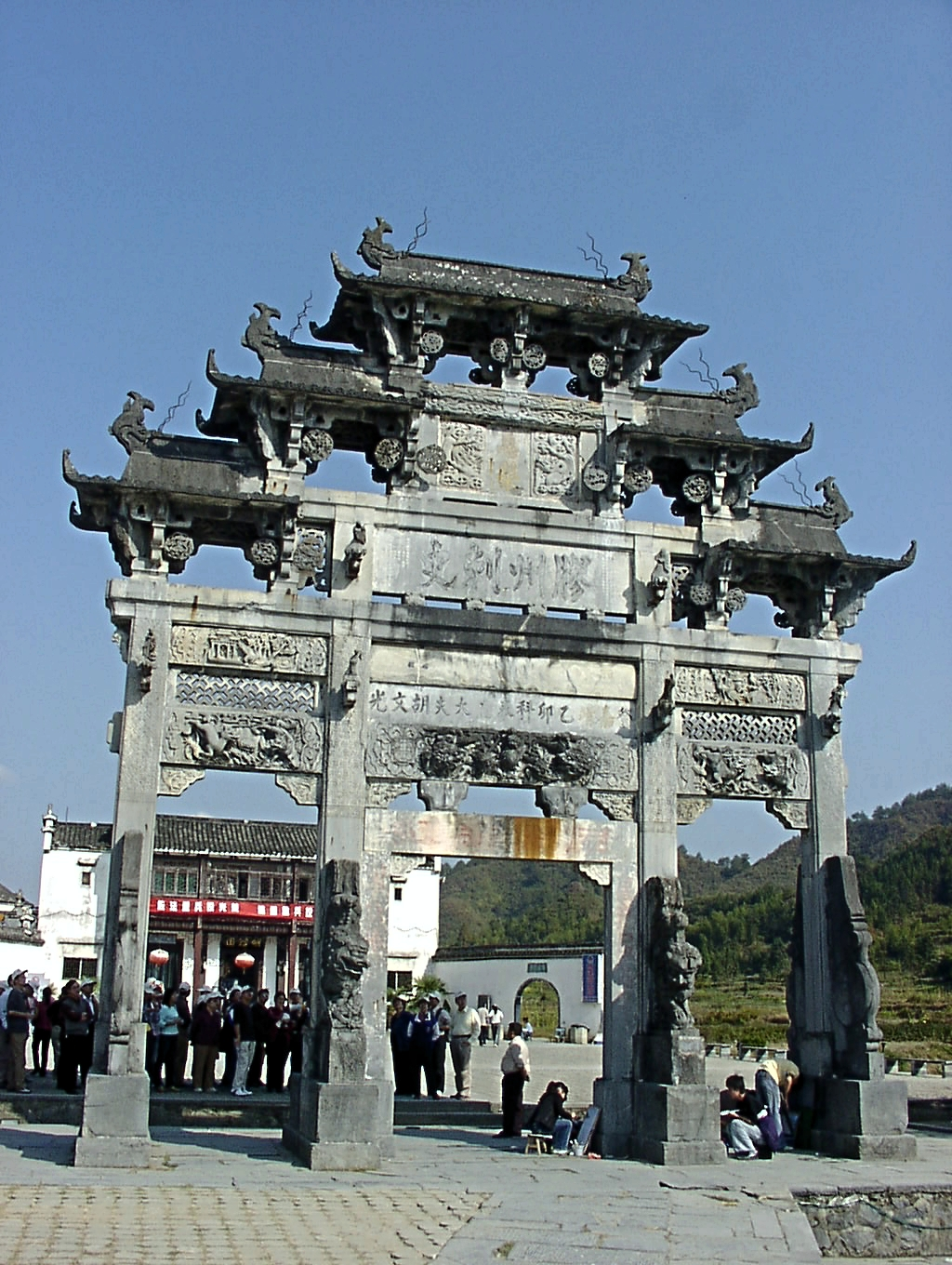
Si-ti, vesnice v Chuej-čou, součást světového dědictví UNESCO, slavná zástavbou mingské a čchingské doby vybudovanou členy obchodnického rodu Chu.

Chuej-čou (čínsky pchin-jinem Huīzhōu, znaky 徽州) je historický region v jihovýchodní Číně. Zahrnuje nejjižnější část provincie An-chuej (městskou prefekturu Chuang-šan a okres Ťi-si) a okres Wu-jüan v provincii Ťiang-si. Přičemž název provincie An-chuej je složenina z prvních slabik názvů regionů An-čching a Chuej-čou.
Chuej-čou je horský region známý mimo jiné scenériemi Žlutých hor. 
V mingském období (14.–17. století) byli chuejčouští obchodníci známí svou zdatností a podnikavostí. V mingské a čchingské říši se stali významnou politickou silou na regionální i celostátní úrovni.
Chuej-čou má vlastní variantu čínské kultury, a také vlastní dialekt (chuej) čínštiny. Pekingská opera pochází z místní chuejčouské opery. Chuejčouská kuchyně, specifická širokým užitím jedlých rostlin z přírody, je jednou z osmi hlavních čínských kuchyní.